# Округ Вашингтон (Орегон)
Округ Вашингтон (енгл. Washington County) је округ у америчкој савезној држави Орегон.

## Демографија
По попису из 2010. године број становника је 529.710, што је 84.368 (18,9%) становника више него 2000. године.
| Група             | 2000.           | 2010.           |
| Белци             | 346.251 (77,7%) | 369.453 (69,7%) |
| Афроамериканци    | 5.119 (1,1%)    | 9.616 (1,8%)    |
| Азијати           | 29.752 (6,7%)   | 45.755 (8,6%)   |
| Хиспаноамериканци | 49.735 (11,2%)  | 83.270 (15,7%)  |
| Укупно            | 445.342         | 529.710         |